# Idioma ocaina
El ocaina es una lengua amerindia de América del Sur hablada en la región fronteriza entre Colombia y Perú.

## Aspectos históricos, sociales y culturales

### Clasificación filogenética
El ocaina es parte de la subfamilia huitoto-ocaina de las lenguas bora-witoto.

### Distribución geográfica
El ocaina está en severo peligro de extinción, es hablado por un grupo de 54 personas en el noreste de Perú y por 12 personas más en el departamento de Amazonas en Colombia. Pocos niños pequeños hablan ya la lengua.

### Dialectos
Existen dos dialectos del ocaina, el dukaiya y el ibo'tsa.

## Descripción lingüística

### Fonología
El sistema consonántico del ocaina viene dado por:
|           |           | Bilabial | Alveolar | Postalveolar/ Palatal | Velar | Glotal |
| --------- | --------- | -------- | -------- | --------------------- | ----- | ------ |
| Nasal     | lenis     | m        | n        | ɲ                     |       |        |
| Nasal     | fortis    | mː       | nː       | ɲː                    |       |        |
| Oclusiva  | Oclusiva  | p b      | t r      | tʲ dʲ                 | k ɡ   | ʔ      |
| Africada  | Africada  |          | ts dz    | tʃ dʒ                 |       |        |
| Fricativa | Fricativa | ɸ β      | s        | ʃ ʒ                   | x     | h      |

El sistema vocálico está formado por las siguientes unidades:
|         | Anterior | Central | Posterior |
| ------- | -------- | ------- | --------- |
| Cerrada | i, ĩ     | ɨ, ɨ̃    | ɨ, ɨ̃      |
| Abierta | e        | a, ã    | o, õ      |

Además el ocaina es una lengua tonal, por lo que cada sílaba puede tener un tono ineherente: alto o bajo. La sílabas en ocaina puden consistir en una vocal, o puede aparer una consonante a cada lado, por lo que la fórmula silábica es:

(C)V(C)

### Sistema de escritura
El ocaína tiene un sistema de escritura basada en el alfabeto latino. La siguiente table resume las convenciones gráficas usadas para escribir la lengua:
| Latini | IPA | Latino | IPA | Latino | IPA  | Latino | IPA  | Latino | IPA  | Latino | IPA  | Latino | IPA  | Latino | IPA | Latino | IPA  | Latino | IPA | Latino | IPA |
| ------ | --- | ------ | --- | ------ | ---- | ------ | ---- | ------ | ---- | ------ | ---- | ------ | ---- | ------ | --- | ------ | ---- | ------ | --- | ------ | --- |
| a      | /a/ | b      | /b/ | c      | /k/  | ch     | /tʃ/ | ds     | /dz/ | dy     | /dʲ/ | e      | /e/  | f      | /ɸ/ | g      | /ɡ/  | h      | /ʔ/ | i      | /i/ |
| j      | /h/ | k      | /k/ | ll     | /dʒ/ | m      | /m/  | m̈      | /mː/ | n      | /n/  | n̈      | /nː/ | ñ      | /ɲ/ | ñ̈      | /ɲː/ | o      | /o/ | p      | /p/ |
| q      | /k/ | r      | /r/ | s      | /s/  | sh     | /ʃ/  | t      | /t/  | ts     | /ts/ | ty     | /tʲ/ | u      | /ɨ/ | v      | /β/  | x      | /x/ | y      | /ʒ/ |

- Debido a que el alfabeto ocaina se inspira en las convenciones ortográficas del español, la c se usa para indicar el fonema /k/ ante a, o y u, qu se usa ante e y i, and k se usa en préstamos léxicos como por ejemplo kerosene 'keroseno'.
- La nasalización se indica insrtando una n tras la vocal.  Compárese:  tya tyója [tʲa tʲóha] 'cuélgalo' con tya tyonjan [tʲa tʲṍhã] 'límpialo'.
- El tono alto se indica con una tilde gráfica: á, é, í, ó, ú.